# غمينا أوليسنو، محافظة أوبولي
غمينا أوليسنو هو غمينا حضرية - ريفية (منطقة إدارية) في مقاطعة أوليسنو (Olesno County)، محافظة أوبولي، في جنوب غرب بولندا. مركزها هي مدينة أوليسنو، التي تقع على بعد حوالي 42 كيلومترا (26 ميل) إلى الشمال الشرقي من العاصمة الإقليمية أوبولي.
الغمينا تغطي مساحة  240.8 square kilometres (93.0240.8 كيلومتر مربع (93.0 ميل2)، واعتبارًا من عام 2006، بلغ مجموع سكانها 18،837 نسمة (يبلغ عدد سكان أوليسنو 10،106 نسمة، ويبلغ عدد سكان الجزء الريفي من الغمينا 8،731).